# 리브섬
리브섬(Lib Island)은 태평양에 위치한 마셜 제도의 섬으로, 랄리크 열도에 속한다. 마셜 제도를 구성하는 24개 입법 선거구 가운데 하나이며 육지 면적은 0.93km2, 인구는 115명(1999년 기준)이다.